# Championnat de France masculin de handball de deuxième division
Le championnat de France masculin de handball de deuxième division, (D2) ou Proligue est le championnat des clubs masculins handball de deuxième échelon en France. Ce championnat professionnel constitue l'antichambre du championnat de Division 1 (Starligue).

## Histoire
Avant 1993, le championnat est appelé Nationale 1B. Pendant deux saisons, il est appelé Nationale 1 puis prend la dénomination Division 2 à partir de la saison 1995-1996. Le championnat devient ensuite ProD2 en 2011. La 2e division est alors organisée par la Fédération française de handball, qui gère tous les championnats nationaux de handball masculin à l'exception de la Division 1. Tandis que les championnats de Nationale 1, Nationale 2 et Nationale 3 (dits du régime général) relèvent directement de la FFHB, la Division 2 est depuis 2010 une compétition dite du secteur Handball ProD2 qui relève de la Handball ProD2.
À partir de la saison 2016-17, la ProD2 intègre la Ligue nationale de handball et change de nom pour devenir la Proligue. Un nouveau logo est aussi créé. Philippe Bernat-Salles, président de la LNH, explique « Notre volonté était clairement d’affirmer le côté professionnel de la compétition et d’en valoriser ses principaux atouts. Le championnat de PROLIGUE était déjà un championnat relevé donnant accès au meilleur championnat d’Europe, il doit devenir un accélérateur de talents. Nous allons accompagner les clubs dans leur développement économique, comme nous avons pu le faire avec la D1 de l’époque, renforcer leur exposition médiatique et faire en sorte que le niveau sportif continue de progresser. ».

Pro D2 (2011-2016)
Proligue (2016-2021)
Proligue (2021-...)

## Formule
La Proligue est disputée par 16 clubs en deux phases : une phase régulière et une phase finale.
Lors de la phase régulière, les équipes se rencontrent par matchs aller et retour. Elles sont ensuite classées selon le nombre de points qu'elles totalisent (2 points pour une victoire, 1 point pour un nul, aucun point pour une défaite, le total pouvant être minoré de points de pénalité). À l'issue de cette phase, le premier est promu en Starligue.
Depuis la saison 2018-2019, le champion de Proligue est déterminé au terme de la phase finale, :
- des barrages sont disputés en aller et retour entre les clubs classés de la 3e à la 6e place ;
- une finale à quatre est ensuite organisée sur deux jours consécutifs entre les vainqueurs des matchs de barrage et les clubs ayant terminé aux 2 premières places de la phase régulière. Le vainqueur de cette phase finale est déclaré champion de Proligue et accède également en Lidl Starligue. Dans le cas où le club qui termine premier à l'issue de la phase régulière gagne la phase finale, c'est le finaliste qui l'accompagne en Lidl Starligue.

## Palmarès
Le palmarès du Championnat de France masculin de handball de division 2 est :
| Saison              | Nombre              | Nombre              | Palmarès                                     | Palmarès                        | Palmarès                             |
| Saison              | Clubs               | Promus              | Champion                                     | 2e ou finaliste                 | 3e ou demi-finaliste(s)              |
| Division Excellence | Division Excellence | Division Excellence | Division Excellence                          | Division Excellence             | Division Excellence                  |
| ------------------- | ------------------- | ------------------- | -------------------------------------------- | ------------------------------- | ------------------------------------ |
| 1952-1953           | ?                   | ?                   | ?                                            | ?                               | ?                                    |
| ...                 | ?                   | ?                   | ?                                            | ?                               | ?                                    |
| 1955-1956           | ?                   | ?                   | SMUC Marseille                               | ES Livry-Gargan                 | ?                                    |
| 1956-1957           | ?                   | ?                   | Bordeaux EC                                  | ?                               | ?                                    |
| 1957-1958           | ?                   | ?                   | Villemomble Sports                           | Girondins de Bordeaux HBC       | ?                                    |
| 1958-1959           | ?                   | ?                   | AS Mulhouse                                  | USB Longwy                      | ?                                    |
| 1959-1960           | ?                   | ?                   | Bataillon de Joinville                       | SPN Vernon                      | ?                                    |
| 1960-1961           | ?                   | ?                   | Spartiates d'Oran ou Stella Sport Saint-Maur | ?                               | ?                                    |
| 1961-1962           | ?                   | ?                   | AS Cheminots de l'Ouest Paris                | Nantes EC                       | ?                                    |
| 1962-1963           | ?                   | ?                   | FC Sochaux                                   | CA Fontenay-sous-Bois           | ?                                    |
| 1963-1964,          | 40                  | 4                   | Lille Université Club                        | SS Voltaire Châtenay-Malabry    | ES Colombes et AC Boulogne-B.        |
| 1964-1965           | 64                  | 8                   | Girondins de Bordeaux HBC                    | FC Mulhouse                     | ?                                    |
| 1965-1966           | 64                  | 11                  | CA Fontenay-sous-Bois                        | HBC Villefranche                | ?                                    |
| 1966-1967           | 64                  | 8                   | Carabiniers de Billy-Montigny                | USM Malakoff                    | Thonon AC et CA Béglais              |
| 1967-1968,          | 64                  | 0                   | Poitiers EC                                  | CSM Petit-Quevilly              | CO Billancourt et SE Beaune          |
| Nationale 2         |                     |                     |                                              |                                 |                                      |
| 1968-1969           | 32                  | 4                   | CO Billancourt                               | HBC Villefranche-sur-Saône      | US Altkirch et Villemomble Sports    |
| 1969-1970           | 32                  | 4                   | RP Strasbourg-Meinau                         | ES Colombes                     | Bordeaux EC et ASU Lyon              |
| 1970-1971           | ?                   | 6                   | ASPTT Metz                                   | APAS de Paris                   | USAM Nîmes et ?                      |
| 1971-1972           | ?                   | 4                   | Bordeaux EC                                  | US Altkirch                     | ESM Gonfreville et Montpellier UC    |
| 1972-1973           | 40                  | 4                   | ASPTT Strasbourg                             | Laetitia Nantes Handball        | USM Gagny et ACS Herserange          |
| 1973-1974           | 40                  | 5                   | USB Longwy                                   | Entente AS MJC Cannes           | ASP Police Paris et Toulouse UC      |
| 1974-1975           | 40                  | 5                   | SLUC Nancy                                   | Laetitia Nantes                 | US Saint-Egrève et SS Voltaire       |
| 1975-1976           | 40                  | 4                   | ES Colombes                                  | USAM Nîmes                      | ESM Gonfreville et SMEC Metz         |
| 1976-1977           | ?                   | ?                   | AS Cannes                                    | Villemomble Sport               | ?                                    |
| 1977-1978           | 40                  | 4                   | APAS Paris                                   | ES Saint-Martin-d'Hères         | ASL Tourcoing et SLUC Nancy          |
| 1978-1979           | 40                  | 4                   | Thonon AC                                    | Villemomble Sports              | ASPTT Mulhouse et CSM Livry-Gargan   |
| 1979-1980           | ?                   | ?                   | ES Besançon                                  | AC Boulogne-Billancourt         | ?                                    |
| 1980-1981           | ?                   | ?                   | Thonon AC                                    | HBC Anzin                       | ?                                    |
| 1981-1982           | ?                   | 3                   | Stade Toulousain                             | US Dunkerque                    | HBC Villefranche et FC Mulhouse      |
| 1982-1983           | 40                  | 2                   | FC Mulhouse                                  | Paris UC                        | ESM Gonfreville et HBC Villefranche  |
| 1983-1984           | 40                  | 0                   | US Créteil                                   | US Altkirch                     | Asnières Sports, SE Beaune           |
| Nationale 1B        |                     |                     |                                              |                                 |                                      |
| 1984-1985           | 20                  | 2                   | US Dunkerque                                 | US Créteil                      | Stade Toulousain                     |
| 1985-1986           | 20                  | 2                   | HBC Villefranche                             | Asnières HBC                    | ES St-Martin-d'Hères                 |
| 1986-1987           | 20                  | 3                   | HBC Vénissieux                               | Lille Université Club           | RC Strasbourg                        |
| 1987-1988           | 24                  | 3                   | SLUC Nancy COS Villers                       | ESM Gonfreville l'Orcher        | Villeurbanne Handball Club           |
| 1988-1989           | ?                   | 3                   | Girondins de Bordeaux HBC                    | RC Strasbourg                   | US Dunkerque                         |
| 1989-1990           | ?                   | 2                   | Paris-Asnières                               | SC Sélestat                     | SLUC Nancy COS Villers               |
| 1990-1991           | ?                   | 2                   | Mulhouse Sud Alsace                          | US Dunkerque                    | ?                                    |
| 1991-1992           | ?                   | 2                   | Montpellier Handball                         | CSM Livry-Gargan                | ?                                    |
| 1992-1993           | 12                  | 4                   | Massy 91 Finances                            | Villeurbanne HC                 | SC Sélestat (HB Saint-Brice 95, 4e.) |
| Nationale 1         |                     |                     |                                              |                                 |                                      |
| 1993-1994           | 28                  | 2                   | UMS Pontault-Combault                        | Nice HB Côte d'Azur (non promu) | SO Chambéry                          |
| 1994-1995           | 36                  | 3                   | Istres Sports                                | Sporting Toulouse 31            | HBC Villeneuve d'Ascq                |
| Division 2          |                     |                     |                                              |                                 |                                      |
| 1995-1996           | 14                  | 3                   | ES Besançon                                  | AC Boulogne-Billancourt         | Massy 91 Finances                    |
| 1996-1997           | 14                  | 3                   | Nice Côte d'Azur HB                          | Villeurbanne HBA                | SC Sélestat                          |
| 1997-1998           | 14                  | 2                   | HBC Villeneuve-d'Ascq                        | Istres Sports                   | ES Besançon                          |
| 1998-1999           | 14                  | 2                   | Livry-Gargan handball                        | AC Boulogne-Billancourt         | ES Besançon                          |
| 1999-2000           | 14                  | 2                   | GFCO Ajaccio                                 | Angers Noyant Handball          | Real Villepinte Vert Galant          |
| 2000-2001           | 14                  | 2                   | USAM Nîmes                                   | SLUC Nancy COS Villers          | HBC Villeneuve d'Ascq                |
| 2001-2002           | 14                  | 2                   | Villeurbanne HBA                             | GFCO Ajaccio                    | UMS Pontault-Combault                |
| 2002-2003           | 16                  | 2                   | Livry-Gargan handball                        | UMS Pontault-Combault           | Girondins de Bordeaux HBC            |
| 2003-2004           | 16                  | 2                   | Villefranche Handball Beaujolais             | Saint-Raphaël VHB               | Real Villepinte Vert Galant          |
| 2004-2005           | 16                  | 2                   | UMS Pontault-Combault                        | Tremblay-en-France              | Villeurbanne HBA                     |
| 2005-2006           | 16                  | 2                   | SMV Porte Normande                           | Villeurbanne HBA                | OC Cesson                            |
| 2006-2007           | 17                  | 2                   | Saint-Raphaël Var Handball                   | Villeurbanne HBA                | OC Cesson                            |
| 2007-2008           | 16                  | 2                   | HBC Nantes                                   | Aurillac HB CA                  | Dijon Bourgogne Handball             |
| 2008-2009           | 14                  | 2                   | OC Cesson                                    | Dijon Bourgogne Handball        | RS Saint-Cyr Touraine HB             |
| 2009-2010           | 14                  | 2                   | Paris Handball                               | RS Saint-Cyr Touraine HB        | UMS Pontault-Combault                |
| 2010-2011           | 14                  | 2                   | US Créteil                                   | Sélestat Alsace Handball        | Mulhouse HSA                         |
| Pro D2              |                     |                     |                                              |                                 |                                      |
| 2011-2012           | 14                  | 2                   | Pays d'Aix UC                                | Billère Handball                | Mulhouse HSA                         |
| 2012-2013           | 14                  | 2                   | USAM Nîmes Gard                              | Dijon Bourgogne Handball        | Mulhouse HSA                         |
| 2013-2014           | 14                  | 2                   | US Créteil                                   | Istres Ouest Provence           | Girondins de Bordeaux HBC            |
| 2014-2015           | 14                  | 2                   | US Ivry HB                                   | Chartres MHB28                  | Mulhouse HSA                         |
| 2015-2016           | 14                  | 2                   | USM Saran                                    | Sélestat Alsace Handball        | Mulhouse HSA                         |
| ProLigue            |                     |                     |                                              |                                 |                                      |
| 2016-2017           | 14                  | 2                   | Tremblay-en-France Handball                  | Massy Essonne Handball          | Chartres MHB28                       |
| 2017-2018           | 14                  | 2                   | Istres Provence Handball                     | Pontault-Combault Handball      | Sélestat Alsace Handball             |
| 2018-2019           | 14                  | 2                   | C' Chartres Métropole handball               | US Créteil                      | Dijon MHB et Massy EHB               |
| 2019-2020           | 14                  | 2                   | Cesson Rennes HB                             | Limoges Hand 87                 | Massy EHB                            |
| 2020-2021           | 14                  | 2                   | Saran Loiret Handball                        | Grand Nancy Métropole Handball  | Pontault-Combault Handball           |
| 2021-2022           | 16                  | 2                   | Sélestat Alsace Handball                     | JS Cherbourg (non promu)        | US Ivry et Pontault-C. (non promu)   |
| 2022-2023           | 16                  | 2                   | Dijon Métropole Handball                     | Saran Loiret Handball           | Pontault-C. et Tremblay (non promus) |
| 2023-2024           | 16                  | 2                   | Tremblay Handball                            | Istres Provence Handball        | Sélestat et Frontignan (non promus)  |
| 2024-2025           | 15                  | 2                   | Dijon Métropole Handball                     | Sélestat Alsace Handball        | Caen Handball (non promu)            |
| 2025-2026           | 15 ou 16            | 2                   | en cours                                     | en cours                        | en cours                             |

## Bilan
| Rang  | Club                             | Titres | Années victorieuses |
| ----- | -------------------------------- | ------ | ------------------- |
| 1     | US Créteil                       | 3      | 1984, 2011, 2014    |
| 2     | Dijon Métropole Handball T       | 2      | 2023, 2025          |
| 2     | Saran Loiret Handball            | 2      | 2016, 2021          |
| 2     | Cesson Rennes MHB                | 2      | 2009, 2020          |
| 2     | Istres Provence Handball         | 2      | 1995, 2018          |
| 2     | USAM Nîmes                       | 2      | 2001, 2013          |
| 2     | Paris-Asnières/Paris Handball    | 2      | 1990, 2010          |
| 2     | UMS Pontault-Combault            | 2      | 1994, 2005          |
| 2     | Villefranche Handball Beaujolais | 2      | 1987, 2004          |
| 2     | Livry-Gargan handball            | 2      | 1999, 2003          |
| 2     | ES Besançon                      | 2      | 1980, 1996          |
| 2     | FC Mulhouse                      | 2      | 1983, 1991          |
| 2     | SLUC Nancy                       | 2      | 1975, 1988          |
| 2     | Thonon AC                        | 2      | 1979, 1981          |
| 14    | Sélestat Alsace Handball         | 1      | 2022                |
| 14    | C' Chartres Métropole handball   | 1      | 2019                |
| 14    | Tremblay-en-France Handball      | 1      | 2017                |
| 14    | US Ivry                          | 1      | 2015                |
| 14    | Pays d'Aix UC                    | 1      | 2012                |
| 14    | HBC Nantes                       | 1      | 2008                |
| 14    | Saint-Raphaël Var Handball       | 1      | 2007                |
| 14    | Saint-Marcel Vernon              | 1      | 2006                |
| 14    | Villeurbanne HBA                 | 1      | 2002                |
| 14    | GFCO Ajaccio                     | 1      | 2000                |
| 14    | HBC Villeneuve-d'Ascq            | 1      | 1998                |
| 14    | Nice Côte d'Azur HB              | 1      | 1997                |
| 14    | Massy 91 Finances                | 1      | 1993                |
| 14    | Montpellier Handball             | 1      | 1992                |
| 14    | Girondins de Bordeaux HBC        | 1      | 1989                |
| 14    | HBC Vénissieux                   | 1      | 1987                |
| 14    | US Dunkerque                     | 1      | 1985                |
| 14    | Stade toulousain                 | 1      | 1982                |
| 14    | APAS Paris                       | 1      | 1978                |
| 14    | AS Cannes                        | 1      | 1977                |
| 14    | ES Colombes                      | 1      | 1976                |
| 14    | USB Longwy                       | 1      | 1974                |
| 14    | ASPTT Strasbourg                 | 1      | 1973                |
| 14    | Bordeaux EC                      | 1      | 1972                |
| 14    | ASPTT Metz                       | 1      | 1971                |
| 14    | RC Strasbourg                    | 1      | 1970                |
| 14    | CO Billancourt                   | 1      | 1969                |
| Total | Total                            | 54     | 1969-2025           |

Légende : T : tenant du titre

## Clubs actuels
Les seize clubs participants au Championnat de France 2023-2024 sont :
| \| Cherbourg Istres Tremblay Caen Villeurbanne Sélestat Besançon Frontignan Cournon Billère Valence Nancy Pontault-C. Massy Sarrebourg Angers \| Localisation des clubs engagés dans le championnat. |
| Cherbourg Istres Tremblay Caen Villeurbanne Sélestat Besançon Frontignan Cournon Billère Valence Nancy Pontault-C. Massy Sarrebourg Angers                                                           |

| Club                              | Classement 2022-2023 | Entraîneur           | Salle                                  | Capacité théorique |
| --------------------------------- | -------------------- | -------------------- | -------------------------------------- | ------------------ |
| Istres Provence Handball          | 15e de D1            | Gilles Derot         | Halle polyvalente                      | 1 600              |
| Sélestat Alsace Handball          | 16e de D1            | Laurent Busselier    | CSI Sélestat                           | 2 300              |
| Tremblay Handball                 | 3e                   | Cherif Hamani        | Palais des sports de Tremblay          | 1 020              |
| Pontault-Combault Handball        | 4e                   | Guillaume Saurina    | Espace Roger Boisramé                  | 1 300              |
| Frontignan Handball               | 5e                   | Asier Antonio Marcos | Salle Henri Ferrari                    | 500                |
| Caen Handball                     | 6e                   | Roch Bedos           | Palais des sports de Caen              | 3 650              |
| Billère Handball                  | 7e                   | Daniel Deherme       | Sporting d'Este                        | 1 500              |
| Sarrebourg Moselle-Sud Handball   | 9e                   | Arnaud Calbry        | Centre sportif Pierre-de-Coubertin     | 1 000              |
| Nancy Handball                    | 10e                  | Yérime Sylla         | Palais des Sports Jean-Weille          | 6 000              |
| Massy Essonne Handball            | 11e                  | Thomas Lefebvre      | Centre Pierre-de-Coubertin             | 800                |
| Jeunesse sportive de Cherbourg    | 12e                  | Edu Roura            | Complexe sportif Jean-Jaurès           | 1 975              |
| Grand Besançon Doubs Handball     | 13e                  | Benoît Guillaume     | Palais des sports Ghani-Yalouz         | 3 280              |
| Valence Handball                  | 14e                  | Éric Forets          | Palais des sports Pierre-Mendès-France | 2 000              |
| Villeurbanne Handball Association | 15e                  | Semir Zuzo           | Salle des Gratte-Ciel                  | 1 500              |
| Angers SCO Handball               | 1re VAP de N1        | Issam Tej            | Salle du Haras                         | 1 200              |
| HBC Cournon-d'Auvergne            | 6e VAP de N1         | Marjan Kolev         | Maison des Sports                      | 4 500              |

Remarque : le Villeurbanne Handball Association a été repêché après que le Bordeaux Bruges Lormont n'a pas été autorisé à jouer en Proligue à la vue de sa situation financière.